# Браян Бойтано

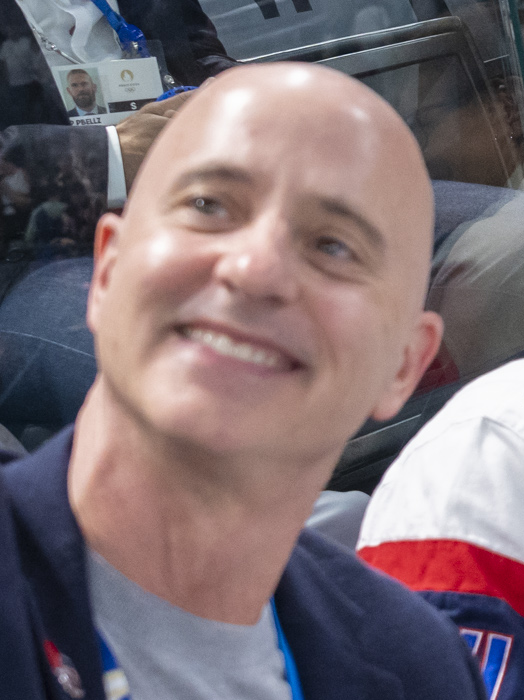
2024

Браян Бойтано (англ. Brian Boitano, 22 жовтня 1963) — американський фігурист італійського походження, олімпійський чемпіон. Народився у Маунтін-В'ю, округ Санта Клара, штат Каліфорнія. Чотириразовий чемпіон США (1985—1988), дворазовий чемпіон світу (1986, 1988); отримав золоту медаль на зимовій Олімпіаді (Калгарі, Канада) у 1988 р. у чоловічому одиночному фігурному катанні.

## Особисте життя
У грудні 2013 року Бойтано було включено до складу делегації Сполучених Штатів на зимових Олімпійських іграх 2014 року в Сочі (Росія). У зв'язку з цим призначенням Бойтано здійснив публічний камінг-аут як гей.

## Виступи на Олімпіадах
| Олімпіада        | Дисципліна       | Місце |
| ---------------- | ---------------- | ----- |
| Сараєво 1984     | одиночний розряд | 5     |
| Калгарі 1988     | одиночний розряд | 1     |
| Ліллехаммер 1994 | одиночний розряд | 6     |